# Omloop van het Waasland 1979
 De 15e editie van de Belgische wielerwedstrijd Omloop van het Waasland vond plaats op 18 maart 1979. De start en finish vonden plaats in Kemzeke. De winnaar was Johnny De Nul, gevolgd door Léo Van Thielen en William Tackaert.

## Uitslag
| Omloop van het Waasland 1979 |                  |                     |         |
| Plaats                       | Naam             | Ploeg               | Tijd    |
| Winnaar                      | Johnny De Nul    | Lano-Boule d'Or     | 4u57'0" |
| 2                            | Léo Van Thielen  | Safir-Ludo-St Louis | z.t.    |
| 3                            | William Tackaert | DAF Trucks-Aida     | z.t.    |

1965 · 1966 · 1967 · 1968 · 1969 · 1970 · 1971 · 1972 · 1973 · 1974 · 1975 · 1976 · 1977 · 1978 · 1979 · 1980 · 1981 · 1982 · 1983 · 1984 · 1985 · 1986 · 1987 · 1988 · 1989 · 1990 · 1991 · 1992 · 1993 · 1994 · 1995 · 1996 · 1997 · 1998 · 1999 · 2000 · 2001 · 2002 · 2003 · 2004 · 2005 · 2006 · 2007 · 2008 · 2009 · 2010 · 2011 · 2012 · 2013 · 2014 · 2015 · 2016 · 2017 · 2018 · 2019 · 2020 · 2021 · 2022 · 2023 · 2024